# Бойня в Маале-Акрабим
Бойня в Маале-Акрабим — террористический акт против граждан Израиля, совершённый неизвестными арабскими боевиками, один из эпизодов арабо-израильского конфликта.
Убийство пассажиров автобуса компании «Эгед» на трассе Эйлат—Тель-Авив произошло вблизи от возвышенности Маале-Акрабим (Израиль) 17 марта 1954 года. Всего было убито 11 человек: водитель автобуса и 10 пассажиров. Ещё один раненый умер, не выходя из комы, 32 года спустя. 

## Нападение
Нападению подвергся автобус, возвращавшийся из Эйлата в Тель-Авив с празднования пятой годовщины присоединения Эйлата к Израилю (в израильской историографии традиционно называемого «поднятием чернильного флага»). В автобусе находились 15 человек, в том числе водитель и четыре солдата-охранника. Нападавшие устроили засаду на извилистой дороге возле возвышенности Маале-Акрабим в Негеве. Когда был открыт огонь, раненый водитель сумел остановить автобус, и пассажиры попытались выбраться из машины и укрыться в холмах, однако все, кто вышел из автобуса, были убиты нападавшими. Только один из пассажиров автобуса успел открыть ответный огонь до того, как был убит. Затем нападавшие зашли в автобус и начали выстрелами в упор добивать пассажиров. Позже оставшиеся в живых пассажиры рассказывали, что говорившие по-арабски нападавшие всячески издевались над телами убитых.

## Дальнейшие события
Когда автобус был обнаружен патрулем Армии обороны Израиля, было организовано преследование по следам, ведшим в сторону границы с Иорданией, однако в нескольких километрах от границы след был утерян. Израильское следствие пришло к выводу, что речь идет о теракте, организованном тремя жителями иорданской деревни Сафи, и потребовало от правительства Иордании выдачи подозреваемых. Иорданская сторона выдвинула ряд альтернативных версий: бандитское нападение с участием израильских бедуинов или атака террористов из сектора Газа. После того, как иорданцы отказались выдать подозреваемых, Израиль вышел из Смешанной иордано-израильской комиссии по перемирию (англ.), однако никаких операций возмездия, подобных проведённому менее чем за полгода до этого рейду в деревню Кибия, проводить не стал. Спустя два года удостоверение личности одного из убитых было обнаружено в секторе Газа, косвенно подтверждая верность выдвинутой иорданцами версии об организаторах нападения.

## Увековечение памяти погибших
Через несколько дней после этого события поэт Яаков Орланд и композитор Мордехай Зеира по просьбе Премьер-министра Моше Шарета написали песню под названием «Радостная песня» (ивр. שיר שמח‎). Написанная на мелодию, напоминавшую хасидские напевы, песня была призвана поднять настроение и немного развеять состояние всеобщей подавленности.

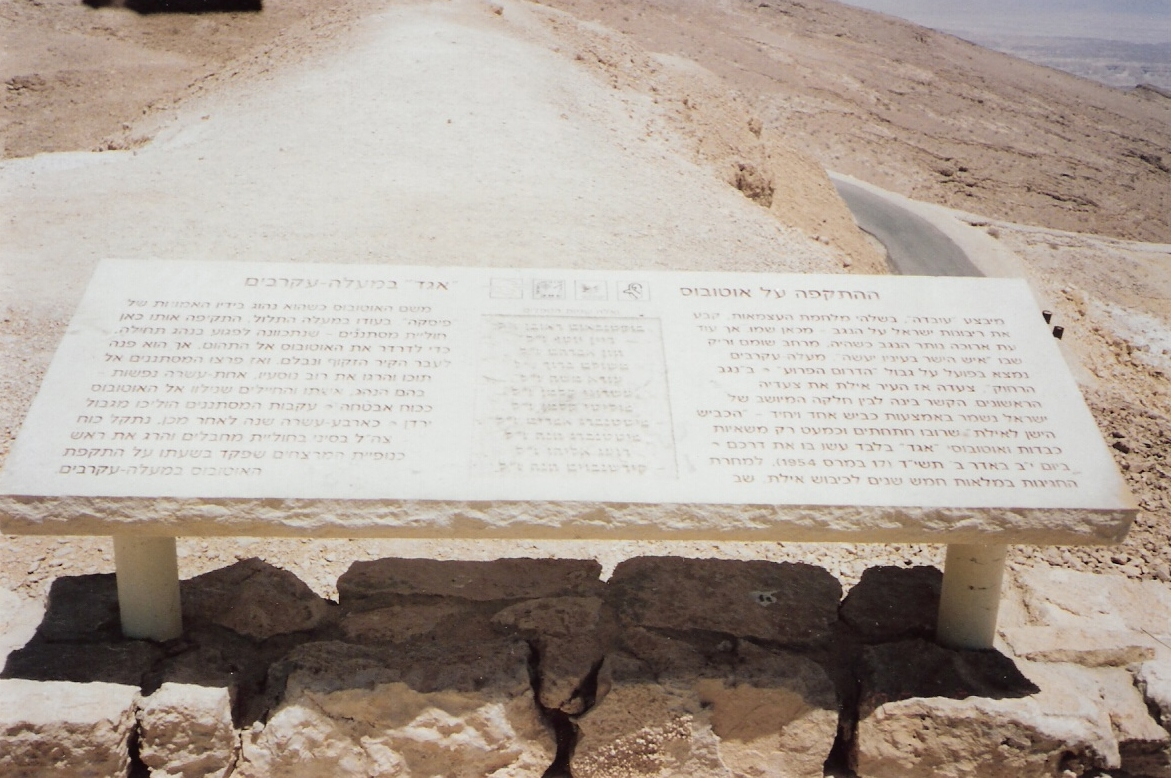
Мемориальная доска в месте нападения

На месте бойни в Маале-Акрабим установлена памятная доска с именами погибших и описанием нападения. В 2007 году, в ознаменование пятьдесят третьей годовщины бойни, восстановленный автобус выставлен в городском музее Эйлата.